# Utricularia aureomaculata
Utricularia aureomaculata är en tätörtsväxtart som beskrevs av Julian Alfred Steyermark. Utricularia aureomaculata ingår i släktet bläddror, och familjen tätörtsväxter. Inga underarter finns listade i Catalogue of Life.